# Pertuis
Pertuis là một xã trong tỉnh Vaucluse thuộc vùng Provence-Alpes-Côte d'Azur ở đông nam nước Pháp. Xã này nằm ở khu vực có độ cao trung bình 246 mét trên mực nước biển.

## Kết nghĩa
- Alton, Hampshire, Anh
- Herborn, Hesse, Đức
- Este, Veneto, Italia
- Utiel, Tây Ban Nha

## Nhân vật địa phương nổi bật
- Victor de Riqueti, marquis de Mirabeau (1715-1789), nhà kinh tế
- Michèle Torr (1947-), ca sĩ
- Cyril Rool (1975-), cầu thủ bóng đá
- Mehdi Sennaoui (1985-), cầu thủ bóng đá